# Maren Ulvestad Haugstuen
Maren Ulvestad Haugstuen (* 6. April 1989 in Bærum) ist eine norwegische Telemarkerin.

## Werdegang
Haugstuen ist in Asker aufgewachsen und startet für den Verein Haga Hogget Låmlag. Am 20. Januar 2007 gab sie ihr Debüt im Telemark-Weltcup. In ihrer ersten Saison im Weltcup erreichte sie bei zwei Weltcupstationen die Top 10 sowie einmal den 11. Platz. In der Weltcup-Gesamtwertung belegte sie daraufhin den 11. Platz, im Classic Sprint den 10., im Classic den 13. und im Riesenslalom den 14. Platz.
Bei den Telemark-Juniorenweltmeisterschaften 2007 in Thyon gewann Haugstuen im Classic Sprint und Classic die Bronzemedaille. Den Riesenslalom beendete sie auf dem unbeliebten vierten Platz. Bei der Telemark-Weltmeisterschaft 2007 erreichte sie im Riesenslalom und im Classic den 12. Platz und im Classic Sprint den achten Platz. Eine Saison später war sie nur beim Heim-Weltcuprennen in Rjukan zu sehen. Dort erreichte sie im Classic Sprint-Rennen zweimal den fünften Platz. In der Gesamtwertung landete sie am Ende der Saison auf den 17. Platz und im Classic Sprint auf den 15. Platz.
In der Saison 2009 bestritt sie nur die zwei letzten Weltcups in Rjukan und Bjorli, bei denen sie jeweils zwischen den Plätzen elf und Platz sieben landete. Sie verbesserte sich in der Gesamtwertung zur vorigen Saison vom 17. auf den 15. Platz, dies war im Classic Sprint ebenfalls ein 15. Platz. Im Classic kam sie auf den 16. Platz. Wieder fanden die Junioren- und die Weltmeisterschaften 2009 zusammen in Kreischberg statt.
Haugstuen gewann bei der Telemark-Juniorenweltmeisterschaften 2009 im Riesenslalom die Goldmedaille, im Classic und im Classic Sprint die Silbermedaille. Bei der Telemark-Weltmeisterschaft 2009 kam sie zweimal auf den zehnten Platz im Classic und im Classic Sprint und wurde Achte im Riesenslalom. In der Saison 2010 war sie zum ersten Mal bei allen Weltcupstationen dabei und fuhr mehrfach unter die Top 10. Den dritten Platz fuhr sie im Classic Sprint-Rennen in Steamboat Springs ein, dies ist ihr erstes Podiumsplatz ihrer Karriere. Am Ende wurde Haugstuen in der Weltcupgesamtwertung Siebte, im Classic Achte, im Classic Sprint Sechste und im Riesenslalom Neunte.
Gleich zu Beginn der Saison 2011 fuhr sie beim Weltcup in Rauris zweimal im Classic Sprint-Rennen auf den achten Platz. Die restlichen Ergebnisse bewegten sich zwischen den Plätzen zehn und 16. In der Weltcup-Gesamtwertung kam sie auf den 13. Platz, im Classic auf den 22. Platz, im Classic Sprint auf den 13. Platz und im Riesenslalom auf den Zwölften Platz. Bei der Telemark-Weltmeisterschaft 2011 kam sie im Riesenslalom auf Platz 14, im Classic auf Platz elf, im Classic Sprint auf Platz zehn, womit sie insgesamt den neunten Platz belegte.
Gleich zu Beginn der Saison 2012 fuhr sie im FIS-Rennen in Geilo einmal auf den dritten Platz und einmal auf den vierten Platz. Die folgende Weltcup-Saison 2012 verlief jedoch durchwachsen, ihr bestes Saisonergebnis erreichte sie in Espot mit einem fünften Platz im Parallelsprint. Sie belegte in der Gesamtwertung sowie im Classic den neunten Platz, im Classic Sprint den zehnten Platz und im Parallelsprint den elften Platz.

## Erfolge

### Telemark-Weltmeisterschaften
- Thyon 2007: 8. Classic Sprint, 12. Classic, 12. Riesenslalom
- Kreischberg 2009: 8. Riesenslalom, 10. Classic Sprint, 10. Classic
- Rjukan 2011: 14. Riesenslalom, 10. Classic Sprint, 11. Classic, 9. Gesamt

### Juniorenweltmeisterschaften
- Thyon 2007: 4. Riesenslalom, 3. Classic, 3. Classic Sprint
- Kreischberg 2009: 1. Riesenslalom, 2. Classic, 2. Classic Sprint

### Weltcup
- ein Podiumsplatz

### Weltcupplatzierungen
| Saison | Gesamt | Riesenslalom | Classic | Classic Sprint | Parallelsprint |
| ------ | ------ | ------------ | ------- | -------------- | -------------- |
| 2007   | 11.    | 14           | 13.     | 10.            | –              |
| 2008   | 17.    | –            | 15.     | –              | –              |
| 2009   | 15.    | –            | 16.     | 15.            | –              |
| 2010   | 7.     | 9.           | 8.      | 6.             | –              |
| 2011   | 13.    | 12.          | 22.     | 13.            | –              |
| 2012   | 9.     | –            | 9.      | 10.            | 11.            |